# Integralni membranski protein
Integralni membranski protein (IMP) je proteinski molekul (ili agregat proteina) koji je permanentno vezan za biološku membranu. Takvi proteini se mogu odvojiti od membrana samo putem deterđženata, nepolarnih rastvarača, ili u nekim slučajevima denaturirajućih agenasa.
Integralni membranski proteini sačinjavaju veoma značajnu frakciju proteina kodiranih genomom jednog organizma.

## Struktura
Tri-dimenzione strukture od samo ~160 različitih integralnih membranskih proteina su do sad određene u atomskoj rezoluciji putem kristalografije X-zracima ili nuklearne magnetne rezonancije usled poteškoća vezanih za ekstrakciju i kristalizaciju. Osim toga, strukture mnogih u vodi rastvornih domena su dostupne u proteinskoj banki podataka. Njihove za membranu vezujući α-heliksi su bili odstranjeni da bi se omogućila ekstrakcija i kristalizacija.

## Dodatna literatura
- Booth PJ, Templer RH, Meijberg W, Allen SJ, Curran AR, Lorch M (2001). „In vitro studies of membrane protein folding”. Critical Reviews in Biochemistry and Molecular Biology. 36 (6): 501—603. PMID 11798093. doi:10.1080/20014091074246.
- Bracey MH, Cravatt BF, Stevens RC (2004). „Structural commonalities among integral membrane enzymes”. FEBS Letters. 567 (2-3): 159—65. PMID 15178315. doi:10.1016/j.febslet.2004.04.084.
- Bowie JU (2001). „Stabilizing membrane proteins”. Current Opinion in Structural Biology. 11 (4): 397—402. PMID 11495729. doi:10.1016/S0959-440X(00)00223-2.
- Bowie JU (2005). „Solving the membrane protein folding problem”. Nature. 438 (7068): 581—9. PMID 16319877. doi:10.1038/nature04395.
- DeGrado WF, Gratkowski H, Lear JD (2003). „How do helix-helix interactions help determine the folds of membrane proteins? Perspectives from the study of homo-oligomeric helical bundles”. Protein Science. 12 (4): 647—65. PMC 2323850 . PMID 12649422. doi:10.1110/ps.0236503.
- Popot JL, Engelman DM (2000). „Helical membrane protein folding, stability, and evolution”. Annual Review of Biochemistry. 69: 881—922. PMID 10966478. doi:10.1146/annurev.biochem.69.1.881.
- Tamm, Lukas K., ур. (2005). Protein-Lipid Interactions: From Membrane Domains to Cellular Networks. Chichester: John Wiley & Sons. ISBN 978-3-527-31151-4.[мртва веза]

## Spoljašnje veze
- Ljudski membranski proteom
- Membranski
- Membranski proteini sa poznatim 3D strukturama
- Baza podataka orijentacija proteina u membranama